# Gouvernement Linkomies
République de Finlande
Rangell  Hackzell 
Le gouvernement Linkomies est le 26ème gouvernement de la République de Finlande, qui a siégé 523 jours du 5 mars 1943 au 8 août 1944.

## Composition
| Ministre                                                                           | Période                                 | Parti        | Parti |
| ---------------------------------------------------------------------------------- | --------------------------------------- | ------------ | ----- |
| Premier ministre Edwin Linkomies                                                   | 5.3.19438.8.1944                        | Kok          |       |
| Ministre des Affaires étrangères Henrik Ramsay                                     | 5.3.1943-8.8.1944                       | RKP          |       |
| Ministre de la Justice Oskari Lehtonen                                             | 5.3.1943-8.8.1944                       | Kok          |       |
| Ministre de l'Intérieur Leo Ehrnrooth                                              | 5.3.1943-8.8.1944                       | RKP          |       |
| Ministre de la Défense Karl Rudolf Walden                                          | 5.3.1943-8.8.1944                       | amm.         |       |
| Ministre des Finances Väinö Tanner                                                 | 5.3.1943-8.8.1944                       | SDP          |       |
| Vice-Ministre des Finances Tyko Reinikka                                           | 5.3.1943-8.8.1944                       | ML           |       |
| Ministre de l'Éducation Kalle Kauppi                                               | 5.3.1943-8.8.1944                       | EP           |       |
| Ministre de l'Agriculture Viljami Kalliokoski                                      | 5.3.1943-8.8.1944                       | ML           |       |
| Vice-Ministre de l'agriculture Nils Osara                                          | 5.3.1943-8.8.1944                       | amm.         |       |
| Ministre des Transports et des Travaux publics Väinö Salovaara                     | 5.3.1943-8.8.1944                       | SDP          |       |
| Vice-Ministre des Transports et des Travaux publics Toivo Ikonen Väinö Kaasalainen | 5.3.1943-13.1.1944 13.1.1944-8.8.1944   | ML           |       |
| Ministre du Commerce et de l'Industrie Uuno Takki                                  | 5.3.1943-8.8.1944                       | SDP          |       |
| Ministre des Affaires sociales Karl-August Fagerholm Aleksi Aaltonen               | 5.3.1943-17.12.1943 17.12.1943-8.8.1944 | SDP          |       |
| Ministre du Bien-être public Kaarle Ellilä                                         | 5.3.1943-8.8.1944                       | ML           |       |
| Vice-Ministre du Bien-être public Jalo Aura Nils Osara Henrik Ramsay               | 5.3.1943-8.8.1944 5.3.1943-8.8.1944     | SDP amm. RKP |       |